# Monte Tuonaco
Il Monte Tuonaco è una cima alta 1.179,6 metri è un rilievo situato tra il comune di Itri e di Formia, in provincia di Latina nel Lazio, all'interno del territorio del parco naturale dei Monti Aurunci.

## Descrizione
Il profilo è conico e la vegetazione costituita prevalentemente da sporadici Lecci (Quercux Ilex) e Faggi (Fagus Silvatica). Raggiungibile comodamente (almeno per quanto riguarda il primo tratto) dal sentiero CAI 55 (un po' pericoloso perché corre a mezza costa sul fianco della Gobba Pelara e della Valle Piana), il Monte Tuonaco domina i pianori carsici e le Doline di Piano Terruto ed offre all'escursionista un colpo d'occhio su Gaeta, Formia, le Isole Pontine e Partenopee, il Vesuvio ed il Faito, la Catena Orientale degli Aurunci.
Prima di raggiungere la Cima è evidente un profondo inghiottitoio carsico. Dalla Cima notevole è il panorama sulla Valle di Sciro e sulla più famosa Cima del Monte Ruazzo. Il sentiero CAI 55 segnato chiaramente da segnavia biancorossi inizia a sinistra del Rifugio di Acquaviva e prosegue in uno bosco di lecci nella Valle Cupa e la Costa di Sorge. Arrivati in prossimità della Gobba di Pelara e usciti dalla lecceta si apre un panorama su Maranola, Formia, Gaeta e la costa pontina. Eòevato il dislivello costeggiato dalla stretta traccia del sentierino a mezza costa. Percorsa la profonda e suggestiva forra di Valle piana si piega verso il promontorio carsico di Terruto dove volendo si può scendere (itinerario non segnato) o salire verso la vetta.